# Xerarionta stearnsiana
Xerarionta stearnsiana är en snäckart som först beskrevs av William More Gabb 1868.  Xerarionta stearnsiana ingår i släktet Xerarionta och familjen Helminthoglyptidae. Inga underarter finns listade i Catalogue of Life.